# Suttungr (Mond)
Suttungr (auch Saturn XXIII) ist einer der kleineren äußeren Monde des Planeten Saturn.

## Entdeckung
Die Entdeckung von Suttungr durch ein Team bestehend aus Brett Gladman, John J. Kavelaars, Jean-Marc Petit, Hans Scholl, Matthew J. Holman, Brian G. Marsden, Philip D. Nicholson und Joseph A. Burns auf Aufnahmen vom 23. September bis zum 27. November 2000 wurde am 7. Dezember 2000 bekannt gegeben. 

Suttungr erhielt zunächst die vorläufige Bezeichnung S/2000 S 12. 

Benannt wurde der Mond nach Suttungr, einem Riesen aus der nordischen Mythologie.

Für den Mond wird oftmals die Bezeichnung Suttung verwendet, dieser Name wurde auch zunächst veröffentlicht. Die Working Group for Planetary System Nomenclature (WGPSN) der  Internationalen Astronomischen Union (IAU) entschloss sich jedoch später, die ursprüngliche nordische Schreibweise zu verwenden.

## Bahndaten
Suttungr umkreist Saturn auf einer exzentrischen Bahn in einem mittleren Abstand von 19.465.000 km in 1016 Tagen und 13 Stunden. Die Bahnexzentrizität beträgt 0,3336. Die Bahn ist 175,811° gegen die Ekliptik geneigt und damit retrograd, d. h., der Mond läuft entgegengesetzt zur Rotationsrichtung des Saturn um den Planeten.

## Aufbau und physikalische Daten
Suttungr besitzt einen Durchmesser von 5,6 km. Seine Dichte ist mit 2,3 g/m3 im Vergleich zu den anderen Saturnmonden relativ hoch. Er ist vermutlich aus Wassereis mit einem hohen Anteil an silikatischem Gestein zusammengesetzt. Er besitzt eine sehr dunkle Oberfläche mit einer Albedo von 0,06, d. h., nur 6 % des eingestrahlten Sonnenlichts werden reflektiert.
Mit einer scheinbaren Helligkeit von 23,9m ist er ein äußerst lichtschwaches Objekt.
Suttungr ist möglicherweise ein Bruchstück des Saturnmondes Phoebe, das bei einem Impaktereignis abgesprengt wurde.